# 僧竟欽
僧竟欽，五代十国僧人，俗姓王，益州人。
竟欽在峨眉洞溪山黑水寺出家为僧。二十一岁，具戒巡礼。数年后，听说南汉高祖登基，崇敬佛教，于是去到岭南。拜在僧文偃门下，为云门募修大藏。后来在韶州双峰山开创兴福寺，在寺旁种植松树，广置田庄。南汉中宗召问，加号元辨妙用无量清净广悟空慧真，赐磨衲方袍。大宝年间，送文偃肉身入宫，深受礼遇，后来辞归，圆寂之前，焚香合掌而逝。